# Vajiravudh

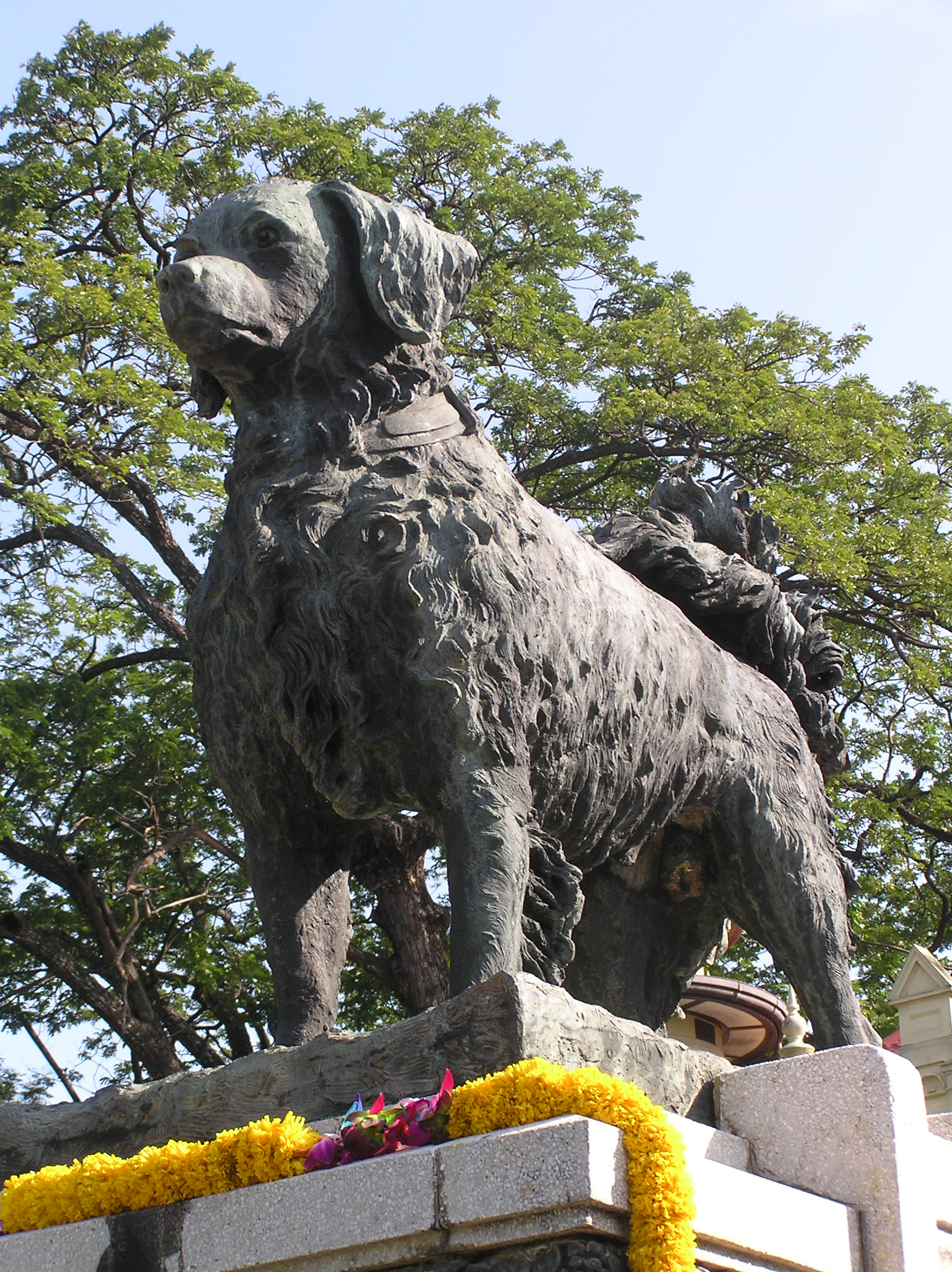
Ya-Le

Vajiravudh ou Phra Mongkut Klao Chaoyuhua ou Rama VI (Bangcoque, 1 de janeiro de 1880 - Bangcoque, 26 de novembro de 1925) foi rei do Sião (hoje Tailândia) de 1910 até 1925.
Tornou-se príncipe herdeiro depois que seu irmão Vajirunahit morreu. Sucedeu a seu pai, o rei Chulalongkorn em 1910, e continuou as modernizações introduzidas por seu pai, cujas realizações eram difíceis de seguir. No final de seu reinado o país teve muitos problemas sérios, muitos dos quais resultantes da modernização, gastando muito dinheiro na tecnologia ocidental e recebeu pouco ao exportar seus produtos, na maior parte agrícolas.
O rei recusou-se a reformar o sistema de monarquia absoluta. Sofreu uma tentativa de golpe militar em 1911 que fracassou - todos os seus líderes foram presos. Esta tentativa de golpe militar serviu de inspiração para o golpe militar de 1932, que pôs fim a monarquia absoluta durante o reinado de Prajadhipok, seu irmão e sucessor.
Mandou erigir uma estátua em homenagem ao seu cão Ya-le em frente ao Palácio Sanam Chandra.
Uma das suas esposas era Princesa Suvadhana, que é mãe de sua única filha a Princesa Bejaratana Rajasuda.